# اوگنین ووکویویچ
اوگنین ووکویویچ (کرواتی: Ognjen Vukojević؛ زادهٔ ۲۰ دسامبر ۱۹۸۳) بازیکن فوتبال سابق اهل کرواسی است.
از باشگاه‌هایی که در آن بازی کرده‌است، می‌توان به دینامو زاگرب، دینامو کیف، اسپارتاک مسکو و آستریا وین اشاره کرد.
وی برای تیم ملی فوتبال کرواسی ۵۵ بازی انجام داده و ۴ گل به ثمر رسانده‌است. پست تخصصی این بازیکن نیز، هافبک دفاعی است.

## افتخارات

### باشگاهی
دینامو زاگرب
- لیگ فوتبال کرواسی: ۰۶–۲۰۰۵، ۰۷–۲۰۰۸، ۰۸–۲۰۰۷، ۱۵–۲۰۱۴
- جام کرواسی: ۰۷–۲۰۰۶، ۰۷–۲۰۰۸، ۱۵–۲۰۱۴
- سوپر جام فوتبال کرواسی: ۲۰۰۶

دینامو کیف
- لیگ برتر فوتبال اوکراین: ۰۹–۲۰۰۸
- جام حذفی فوتبال اوکراین: ۱۴–۲۰۱۳
- سوپر جام فوتبال اوکراین: ۲۰۰۹، ۲۰۱۱